# Jerusalem (Malmö)
Jerusalem var ett fattigkvarter i Malmö under 1800-talet, beläget på Jerusalemsgatan. Det stora byggnadskomplexet med samma namn uppfördes år 1806 vid Jerusalemsgatan (numera riven gata, gick igenom nuvarande Caroli City) och revs 1888–1889. När komplexet byggdes skulle det dröja fram till 1861 innan Jerusalemsgatan skulle läggas ut. När komplexet byggdes fanns inte Jerusalemsgatan och därför hade komplexet en adress vid Kattsundsgatan och Grönegatan. Där Jerusalemsgatan gick fanns en stor vattenavloppsgrop. Fattigkvarter fanns lite varstans i Malmö under 1800-talet, och i den östra delen av staden låg Jerusalem. Här bodde de allra fattigaste i Malmö. För en lägenhet på ett rum och kök fick varje man betala 6 kronor i månaden medan en lägenhet på två rum och kök kostade fjorton kronor i månaden. I dag finns det inget kvar av kvarteret eftersom allt jämnades med marken i slutet av 1880-talet.
Sedan forna tider utgjorde kvarteren n:r 13 Jerusalem och n:r 14 Hjorten allenast ett kvarter, genom vilket från Kattesundet i tidigare Jerusalemsgatans riktning framgick ett långt vattenlöp kallat "byens vandlöb i Cattesund", utgörande en större vattenavloppsgrop, varifrån orenlighetsvattnet i forna tider fördes vidare genom en kloakledning under vallen ut i stadsgraven. Denna avloppsgrop uppdelade kvarteret i två hälfter, vars fastigheter hade sina fasadbyggnader liggande åt Gröne- och Rundelsgatorna samt åt Kattesundet. I norra kvartershalvans västra del låg en fastighet, den största i hela kvarteret, vilken omfattade gamla numren 67 samt 79–81, och bestod av ladugård och legovåningshus samt inåt kvarteret av en vidsträckt fruktträdgård, varifrån ledde utgångar till Kattsundsgatan och Grönegatan. Denna stora fastighet ägdes sedan 1600-talet av borgmästaren Johan Morbeck och hans arvingar, från 1726 av borgmästaren Josias Hegardt och hans arvingar och från 1786 av släkten Faxe.
Ladugårds- och trädgårdsfastighet n:r 81 ägdes sedan 1798 av handlanden Jonas Lundin, som, gift samma år med handlanden Lorens Faxes dotter Anna Elisabeth, ärvde fastigheten vid svärfaderns död den 10 december samma år. Lundin som avled i Caroli den 13 januari 1809, lät år 1806 på den gamla trädgårdstomten uppföra det stora byggnadskomplexet Jerusalem, som börjades tas i bruk av hyresgäster i oktober samma år och inom kort av folkhumorn döptes till "Jerusalem". Och det blev med tiden som en riktig liten stad. Ingången från Kattesundet gick genom en låg och mörk port, uppförd norr om planket, som skilde den stora avloppsgropen från gatan, och efter några steg var man inne i "staden", som bestod av en vidsträckt kvadratisk fyrkant byggnader, tvåvåningar höga åt väster och öster och en våning höga åt norr och söder, inneslutande en väldigt stor gårdsplan, som gav intryck av torg, och omgiven av fyra inåt kvarteret trädskuggade gator. Det verkade som en stor kasern, där det myllrade av människor, mest ungar, som dagen i ända lekte på torg och gator. "Jerusalem" blev snart ett tillhåll för gårdfarihandlare och schackrare av judisk och inhemsk härkomst, det blev ett riktigt "Jerusalem", och dess ganska vulgära namn upptogs redan under 1830-talet i församlingens kyrkoböcker.
Jerusalemsgatan, den gata som komplexet var beläget vid, revs 1970–1971 och ingick i projekteringen av Caroli City.